# Ajuy
Ajuy (Bayan ng Ajuy) är en kommun i Filippinerna. Kommunen ligger på ön Panay, och tillhör provinsen Iloilo. Folkmängden uppgick år 2000 till 45 192 invånare. Enligt folkräkningen 2020 hade kommunen 53 462 invånare.

## Barangayer
Ajuy är indelad i 34 barangayer.
| - Adcadarao - Agbobolo - Badiangan - Barrido - Bato Biasong - Bay-ang - Bucana Bunglas - Central - Culasi - Lanjagan - Luca - Malayu-an | - Mangorocoro - Nasidman - Pantalan Nabaye - Pantalan Navarro - Pedada - Pili - Pinantan Diel - Pinantan Elizalde - Pinay Espinosa - Poblacion - Progreso | - Puente Bunglas - Punta Buri - Rojas - San Antonio - Silagon - Santo Rosario - Tagubanhan - Taguhangin - Tanduyan - Tipacla - Tubogan |